# 香港島專線小巴4C線
香港島專線小巴4C線是香港一條由石排灣、香港仔往返銅鑼灣的專線小巴線，由於班次頻密及方便，受南區居民歡迎。該線曾經為其中一條擁有最低分段收費的香港公共交通路線（現時石排灣往香港仔為$1.8）。
香港島專線小巴N4C線，由進智公交旗下香港仔專線小巴有限公司營辦，來往香港仔（石排灣）及銅鑼灣，途經香港仔市中心、黃竹坑工廠區及香港仔隧道。此路線為4C線的通宵班次，但實際上只會提供南行服務，北行會由香港島專線小巴N4A線提供服務。
香港島專線小巴N4X線是香港島一條來往深灣、黃竹坑及銅鑼灣的通宵小巴路線，方便深灣及黃竹坑居民通宵來往銅鑼灣，亦是全港唯一一條以N頭的小巴通宵主線。

## 歷史
- 1982年：本線投入服務，為小巴4線特快輔助線。
- 1988年：4線特快輔助服務獲正式編號為4C。
- 1992年：本線擴展至24小時服務。
- 1995年：總站由恩平道搬到景隆街，不再駛經禮頓道及希慎道等街道。
- 約2000年：進智公交將通宵班次稱為N4C，但運輸署官方資料仍以4C作編號。
- 2003年：本線增設葛量洪醫院特別班次。
- 2009年7月4日：推出與56線轉乘本線（或相反）之八達通轉乘優惠。
- 2011年2月27日：推出與39C，39S，51，51S，58，58A，59A，63，63A，69轉乘本線往返石排灣（或相反）之八達通轉乘優惠。
- 2012年6月3日：調整收費，全程收費由$7調整至$7.5(通宵收費則由$8調整至$8.5)，而分段收費由$1–$6調整至$1.1-$6.4不等，另取消由香港仔隧道收費廣場往銅鑼灣的分段收費。
- 2014年4月1日：調整通宵時段的4項分段收費。
- 2015年1月5日：原有葛量洪醫院特別班次改由5號線負責；開出時間維持不變。
- 2015年6月29日：[1]
  - 編號N4C獲運輸署正式承認；
  - 往銅鑼灣（景隆街）方向的尾班車提早至02:00開出，02:00-06:00的服務由N4A線延長至該處替代；
  - 所有往香港仔（石排灣）方向班次不再繞經香葉道、警校道及南朗山道，相關路段由同日起開辦的N4X線（只限02:00前），及增設與N59A線之八達通轉乘優惠往深灣取代；
  - 往銅鑼灣（景隆街）方向繞經香港仔中心；往香港仔（石排灣）方向繞經香港仔（西安街）。
  - N4X線開辦。
- 2016年11月13日：調整收費，全程收費由$7.5調整至$8.5(通宵時段班次收費則由$8.5調整至$9.6)，而分段收費由$1.1–$6.4調整至$1.6-$7.3不等，另取消進智公交發出長者優惠咭之現金優惠收費。

## 行車路線
(N)4C
- 往銅鑼灣方向，途經：漁光道、香港仔水塘道、洛陽街、成都道、南寧街、奉天街、香港仔大道、香港仔海傍道、黃竹坑道、香港仔隧道、黃泥涌道、摩理臣山道、天樂里、馬師道、U形支路、馬師道、駱克道及景隆街。
- 往香港仔方向，途經：景隆街、告士打道、堅拿道天橋、黃泥涌峽天橋、香港仔隧道、黃竹坑道、香港仔海傍道、天橋、香港仔大道、洛陽街、成都道、西安街、香港仔大道、香港仔水塘道及漁光道。

N4X
- 往銅鑼灣方向，途經：深灣道、南朗山道、黃竹坑道、香港仔隧道、黃泥涌道、摩理臣山道、天樂里、馬師道、U形支路、馬師道、駱克道。
- 往深灣方向，途經：駱克道、景隆街、告士打道、堅拿道天橋、黃泥涌峽天橋、香港仔隧道、香葉道、警校道、深灣道。

## 收費
- 全程收費：$9.1
  - 石排灣往香港仔：$1.8(雙向分段收費)
  - 黃竹坑道往銅鑼灣：$6.0
  - 香港仔隧道往銅鑼灣：$5.3
  - 摩理臣山道往銅鑼灣：$2.8
  - 摩利臣山道往石排灣：$5.3
  - 黃竹坑往石排灣：$4.1
  - 香港仔往石排灣：$2.8

| - 本線大小同價。 - 65歲或以上長者使用長者或個人八達通（包括「樂悠咭」），合資格殘疾人士（包括12歲以下合資格殘疾兒童），以及60至64歲香港居民使用「樂悠咭」使用「殘疾人士身份」個人八達通繳付車資，均可享有每程$2.0或全費（以較低者為準）的票價優惠。 - 乘客可以現金或八達通於上車時付款，不設找續。 - 每位成人乘客可免費攜帶最多兩名3歲以下而不佔座位的兒童乘客乘車，超額之3歲以下小童必須繳付車費乘車。 - 乘客若繳付分段收費，請按八達通機上的「分段」按鍵，並調校至所合適的收費才拍卡。 |

### 八達通轉車優惠
1. 4C←→39C，39S，51，51S，52，58，58A，59，59A，63，63A：由本路線往香港仔方向於上車後1小時內轉乘上述路線，或由上述路線轉乘本路線往銅鑼灣方向，次程可獲$1優惠。
2. 5→4C：由本路線往香港仔方向於上車後1小時內轉乘以上路線往石排灣方向，次程免費。
3. 4A，4B，4S，35M→4C、4C→4A，4B，5，35M：由以上路線往銅鑼灣/灣仔/香港仔方向於上車後30分鐘內轉乘本路線往銅鑼灣方向，可獲回贈首程車費。
4. 4C←→56：由本路線往銅鑼灣方向於上車後1小時內轉乘上述路線往北角方向，或由上述路線轉乘本路線往香港仔方向，次程可獲$1優惠。
5. 4C←→39C，39S，51，51S，58，58A，59A，63，63A，69：由本路線由石排灣上車後1小時內轉乘上述路線往南區各屋苑、西環、瑪麗醫院或鰂魚涌方向，或由上述路線往香港仔方向轉乘本路線往石排灣方向，次程可獲$1優惠，但本路線只適用於$2.5或以下之分段收費。

## 服務時間
4C
| 日期               | 服務時間    | 班次    |
| ------------------ | ----------- | ------- |
| 由石排灣開往銅鑼灣 |             |         |
| 星期一至五         | 06:00-00:00 | 3-5分鐘 |
| 星期六             | 06:00-00:00 | 3-5分鐘 |
| 星期日及公眾假期   | 06:00-00:00 | 3-5分鐘 |
| 由銅鑼灣開往石排灣 |             |         |
| 星期一至五         | 06:00-00:00 | 3-5分鐘 |
| 星期六             | 06:00-00:00 | 3-5分鐘 |
| 星期日及公眾假期   | 06:00-00:00 | 3-5分鐘 |

N4C
| 由香港仔（石排灣）開出            | 由銅鑼灣（崇光）開出 | 班次 （分鐘） |
| 每日                              | 每日                 | 每日          |
| --------------------------------- | -------------------- | ------------- |
| 00:00-02:00                       | 00:00-02:00          | 15            |
| 02:00-06:00不設服務， 請改乘N4A線 | 02:00-06:00          | 20            |

N4X
| 由銅鑼灣（崇光）開出                                            | 由銅鑼灣（崇光）開出 |
| 服務時間                                                        | 班次（分鐘）         |
| 每日                                                            | 每日                 |
| --------------------------------------------------------------- | -------------------- |
| 00:00-02:00                                                     | 30                   |
| 尾班車開出後，乘客可改用N4C↔59A八達通免費轉乘優惠，於香港仔轉車 |                      |